# Azenha
Azenha est un quartier de la ville de Porto Alegre, capitale de l'État du Rio Grande do Sul.
Il a été créé par la Loi 2022 du 07/12/1959.

## Données générales
- Population (2000) : 13 449 habitants
  - Hommes : 5 889
  - Femmes : 7 560
- Superficie : 126 ha
- Densité : 106,74 hab/ha

## Limites actuelles
De l'avenue João Pessoa, de l'angle avec l'avenue Venâncio Aires jusqu'au point de rencontre de celle-ci avec l'avenue Bento Gonçalves, et, de là, en direction Nord/Sud suivant la rue Onofre Pires, la rue Plácido de Castro, la Travessa Feliz, la rue Mansão jusqu'à l'avenue Professor Oscar Pereira ; ensuite, toujours dans un sens Nord/Sud, jusqu'au prolongement virtuel de la rue Goiás, sur la limite de celle-ci avec le quartier Medianeira ; de la rue Goiás et la rue José de Alencar jusqu'au rond-point de cette dernière avec l'avenue Érico Veríssimo ; puis jusqu'à la place Garibaldi sur son côté Nord-Ouest et, de là, vers l'avenue Venâncio Aires jusqu'à son point de rencontre avec l'avenue João Pessoa.

## Histoire
Le nom azenha signifie en français « moulin à grain » (« meunerie »). Il doit cette appellation aux activités de broyage de blé pour faire de la farine qui commencèrent à se développer dans la région au milieu du XVIIIe siècle, sur l'initiative de l'Açorien Francisco Antônio da Silveira, qui possédait de grands champs sur les hauteurs de l'actuel quartier. Connu populairement comme « Chico da Azenha », il fut le premier planteur de blé et fabricant de farine de Porto Alegre. Il utilisait, pour faire fonctionner ses moulins, l'eau de l'actuel Arroio (ruisseau) Dilúvio, autrefois dénommé Arroio da Azenha.
Mais le cours d'eau qui servait à alimenter les installations contribuait aussi à l'isolement d'une bonne partie de l'Est et du Sud de la municipalité. Un pont de bois fut donc construit qui, jusqu'au milieu du XXe siècle, passa par d'innombrables réfections dues aux crues du torrent. Malgré la précarité de l'accès à l'endroit, le pont était le seul point de contact avec la route du Mato Grosso (plus tard, chemin de l'Azenha) et établissait le lien entre Porto Alegre et l'ancienne capitale, Viamão. L'actuel pont, plus large et plus solide que les précédents, fut construit entre septembre 1935 et 1936 par Alberto Bins.
À la fin de la guerre des Farrapos, le quartier prend de nouvelles caractéristiques lors du transfert des trois cimetières de la ville vers le haut de ses collines. Le premier à y être implanté fut celui de la Santa Casa, en 1850. Ainsi, le quartier voyait corriger ses imperfections de l'année quand se rapprochait la fête de la Toussaint qui drainait les foules vers les lieux de repos des morts.
1864 connut le passage de la maxambomba, un véhicule de transport collectif qui desservait le quartier de Menino Deus en passant par Azenha. Le quartier fut popularisé dans le roman de Josué Guimarães, Camilo Mortágua, dont le personnage principal a habité durant quelque temps dans une pension voisine de l'ancien cinéma Cinema Castelo. Ce cinéma est considéré comme le plus grand de l'histoire de la ville, avec 3 000 sièges.

## Aujourd'hui
Ce quartier est une des principales voies de passage de Porto Alegre et possède de nombreux commerces, tout particulièrement des boutiques de pièces automobiles. Sur son territoire se trouve un des plus anciens hôpital de la ville, l'hôpital Ernesto Dornelles, inauguré en 1962, situé entre l'avenue Ipiranga et la rue Freitas de Castro, sur une aire de 11 726 m2.